# Чуницы
Чуницы — деревня в Алёховщинском сельском поселении Лодейнопольского района Ленинградской области.

## История
Деревня Чуницы упоминается на карте Санкт-Петербургской губернии Ф. Ф. Шуберта 1834 года.

ЧУНИЦЫ — деревня принадлежит девице Качаловой и штабс-капитану Францевичу, число жителей по ревизии: 29 м. п., 28 ж. п. (1838 год)

ЧУНИЦЫ — деревня господ Палицыной, Жадовского, Качалова, Спокойско-Францевичевой, по просёлочной дороге, число дворов — 10, число душ — 16 м. п. (1856 год)

ЧУНИЦЫ — деревня владельческая при ручье Пудосе, число дворов — 9, число жителей: 30 м. п., 34 ж. п. (1862 год)

В 1875 году временнообязанные крестьяне деревни выкупили свои земельные наделы у Ф. И. Качалова и стали собственниками земли.
В 1884 году временнообязанные крестьяне выкупили свои земельные наделы у А. А. и А. Ф. Палицыных.
Согласно материалам по статистике народного хозяйства Новоладожского уезда 1891 года имение при селении Чуницы площадью 234 десятины принадлежало купчихам Н. К. и О. А. Заветковым, имение было приобретено в 1874 году. Кроме того пустошь при селении Чуницы площадью 151 десятина, принадлежала губернскому секретарю Ю. О. Норвило, пустошь была приобретена в 1874 году за 1000 рублей.
В конце XIX — начале XX века деревня административно относилась к Суббочинской волости 3-го стана Новоладожского уезда Санкт-Петербургской губернии.
По данным «Памятной книжки Санкт-Петербургской губернии» за 1905 год деревня Чуницы входила в Яровское сельское общество.
С 1917 по 1922 год деревня входила в состав Яровщинского сельсовета Суббочинской волости Новоладожского уезда.
С 1922 года в составе Лодейнопольского уезда.
С февраля 1927 года в составе Шапшинской волости. С августа 1927 года в составе Оятского района.
Согласно карте Ленинградской области Северо-западного аэрогеодезического треста ГГУ издания 1932 года деревня насчитывала 6 крестьянских дворов.
По данным 1933 года деревня Чуницы входила в состав Яровщинского сельсовета Оятского района.
В 1939 году население деревни составляло 103 человека.

Деревня Чуницы на карте РККА 1940 года

С 1955 года в составе Лодейнопольского района.
В 1958 году население деревни составляло 26 человек.
По данным 1966, 1973 и 1990 годов деревня Чуницы также входила в состав Яровщинского сельсовета.
В 1997 году в деревне Чуницы Яровщинской волости проживали 7 человек, в 2002 году — 5 человек (все русские).
В 2007 году в деревне Чуницы Алёховщинского СП проживали 10 человек, в 2010 году — 6 человек, в 2014 году — также 6 человек
.

## География
Деревня расположена в западной части района на левом берегу реки Оять к северу от автодороги 41К-016 (Станция Оять — Плотично).
Расстояние до административного центра поселения — 22 км.
Расстояние до железнодорожной станции Лодейное Поле — 46 км.

## Демография
| 1838 | 1862 | 1939 | 1958 | 1997 | 2007 | 2010 |
| ---- | ---- | ---- | ---- | ---- | ---- | ---- |
| 57   | ↗64  | ↗103 | ↘26  | ↘7   | ↗10  | ↘6   |
| 2014 | 2015 | 2016 | 2017 |      |      |      |
| →6   | ↘5   | →5   | →5   |      |      |      |

### Национальный состав
Согласно данным Всероссийской переписи населения 2021 года в деревне проживали 3 человека, все русские.

## Инфраструктура
На 1 января 2014 года в деревне было зарегистрировано: хозяйств — 4, частных жилых домов — 6.
На 1 января 2015 года в деревне зарегистрировано: хозяйств — 3, жителей — 5.